# 발표! 전건담 대투표
《발표! 전건담 대투표》(일본어: 発表!全ガンダム大投票)는 NHK BS 프리미엄에서 방송된 《건담 시리즈》를 테마로 한 특별 프로그램이다.

## 개요
2017년의 《발표! 당신이 선택하는 애니메이션 베스트 100!》에 이은 애니메이션 투표 기획이다. 건담 시리즈의 40주년을 기념해 작품, 캐릭터, 메카(모빌 슈트), 애니송(건담송)의 4개 부문으로 2018년 2월까지의 영상 56작품, 등장 캐릭터 2,000명 이상, 모빌 슈트 등 메카 900종 이상, 애니송 200곡 이상의 데이터베이스를 작성하고, 2018년 3월 2일부터 4월20일까지 인기 투표 〈전건담 대투표 40th〉를 실시했다. 이 투표의 결과 발표를 중심으로 성우에 의 한 라이브 애프터 레코딩 등을 실시하면서 시리즈의 매력을 거론했다.
애니메이션 베스트 100 투표의 대반향을 받은 새로운 투표 기획으로서 특정 애니메이션 장르의 투표 기획도 고안되었지만, 애니메이션 100년과 손색이 없는 것으로서 40년간의 단일 시리즈라는 공통항으로 논의가 쉽기 때문에 건담 시리즈를 소재로 하게 되었다.
공개 후에는 형식의 오류나 투표 대상에서 제외되는 애니메이션 이외의 작품으로부터의 항목이 없는 등의 의견이 접수되었지만, 애니메이션 베스트 100과는 달리 다수의 중복 투표가 불가능하지만 최종적으로 상정한 수치를 뛰어넘는 총 100만표 이상(1,740,280건)이 접수되었다.

## 출연자
- 사회: 카네코 타카토시, 코마츠 코지(NHK 아나운서)
- 게스트: 니시카와 다카노리, 츠치다 테루유키, 호리구치 마쓰미, 이타쿠라 토시유키(임펄스), 사사키 코토코(노기자카46), 후쿠이 하루토시, 히카와 류스케
- 스튜디오 성우 게스트: 후루야 토오루, 세키 토모카즈, 카와니시 켄고, 사카키바라 요시코
- 보이스 메시지: 이케다 슈이치
- 전화 출연: 호시 소이치로, 모리구치 히로코
- VTR 출연: 토미노 요시유키, 미야노 마모루

## 방송 시간
- 본방송: BS 프리미엄, 2018년 5월 5일 21:00~23:30(제1부), 23:45~24:45(제2부)
- 재방송: NHK 종합 텔레비전 8월 16일 23:55~3:43 (NET BUZZ 프레임 내 제1부 23:58~2:28, 제2부 2:36~3:36)
  - 본편 전후와 제1,2부 사이에 이치카와 사야, 야마데라 코이치 게스트에 의한 프로그램 개요나 반향 소개를 삽입함.

## 투표 결과

### 애니메이션 작품
| 순위 | 작품명                                           | 매체   | 제작년도 | 성별비(%) | 성별비(%) | 연령층(%) | 연령층(%) | 연령층(%) | 연령층(%) | 연령층(%) | 연령층(%) |
| 순위 | 작품명                                           | 매체   | 제작년도 | 남성      | 여성      | ≦19       | 20~29     | 30~39     | 40~49     | 50~59     | 60≦       |
| ---- | ------------------------------------------------ | ------ | -------- | --------- | --------- | --------- | --------- | --------- | --------- | --------- | --------- |
| 1    | 기동전사 건담                                    | TV     | 1979년   | 78        | 22        | 6         | 7         | 9         | 57        | 20        | 1         |
| 2    | 기동전사 Z 건담                                  | TV     | 1985년   | 85        | 15        | 6         | 19        | 23        | 46        | 6         | 0         |
| 3    | 기동전사 건담 SEED                               | TV     | 2002년   | 56        | 44        | 13        | 45        | 24        | 14        | 4         | 0         |
| 4    | 기동전사 건담 00                                 | TV     | 2007년   | 65        | 35        | 22        | 47        | 17        | 11        | 3         | 0         |
| 5    | 기동전사 건담 역습의 샤아                        | 영화   | 1988년   | 91        | 9         | 8         | 21        | 29        | 38        | 4         | 0         |
| 6    | 기동전사 건담 철혈의 오펀스                      | TV     | 2015년   | 55        | 45        | 28        | 35        | 19        | 14        | 3         | 1         |
| 7    | 기동전사 건담 UC                                 | OVA    | 2010년   | 83        | 17        | 19        | 33        | 23        | 22        | 3         | 0         |
| 8    | 기동무투전 G 건담                                | TV     | 1994년   | 82        | 18        | 6         | 33        | 41        | 17        | 3         | 0         |
| 9    | 신기동전기 건담 W                                | TV     | 1995년   | 53        | 47        | 6         | 28        | 49        | 14        | 3         | 0         |
| 10   | 기동전사 건담 0083 스타더스트 메모리             | OVA    | 1991년   | 95        | 5         | 7         | 25        | 31        | 32        | 5         | 0         |
| 11   | 기동전사 건담 0080 주머니 속의 전쟁              | OVA    | 1989년   | -         | -         | -         | -         | -         | -         | -         | -         |
| 12   | 기동전사 건담 제08MS소대                         | OVA    | 1996년   | -         | -         | -         | -         | -         | -         | -         | -         |
| 13   | 턴에이 건담                                      | TV     | 1999년   | -         | -         | -         | -         | -         | -         | -         | -         |
| 14   | 기동전사 건담 SEED DESTINY                       | TV     | 2004년   | -         | -         | -         | -         | -         | -         | -         | -         |
| 15   | 기동전사 건담 III 해후의 우주편                  | 영화   | 1982년   | -         | -         | -         | -         | -         | -         | -         | -         |
| 16   | 기동신세기 건담 X                                | TV     | 1996년   | -         | -         | -         | -         | -         | -         | -         | -         |
| 17   | 건담 빌드 파이터즈                               | TV     | 2013년   | -         | -         | -         | -         | -         | -         | -         | -         |
| 18   | 기동전사 건담 F91                                | 영화   | 1991년   | -         | -         | -         | -         | -         | -         | -         | -         |
| 19   | 기동전사 V 건담                                  | TV     | 1993年   | -         | -         | -         | -         | -         | -         | -         | -         |
| 20   | 기동전사 건담 00 -A wakening of the Trailblazer- | 영화   | 2010년   | -         | -         | -         | -         | -         | -         | -         | -         |
| 21   | 기동전사 건담 UC RE:0096                         | TV     | 2016년   | -         | -         | -         | -         | -         | -         | -         | -         |
| 22   | 기동전사 건담 ZZ                                 | TV     | 1986년   | -         | -         | -         | -         | -         | -         | -         | -         |
| 23   | 기동전사 건담 THE ORIGIN                         | OVA    | 2013년   | -         | -         | -         | -         | -         | -         | -         | -         |
| 24   | 신기동전기 건담 W Endless Waltz                  | OVA    | 1997년   | -         | -         | -         | -         | -         | -         | -         | -         |
| 25   | 기동전사 건담 II 애전사편                        | 영화   | 1981년   | -         | -         | -         | -         | -         | -         | -         | -         |
| 26   | 기동전사 건담 썬더볼트                           | OVA    | 2016년   | -         | -         | -         | -         | -         | -         | -         | -         |
| 27   | 건담 G의 레콘기스타                              | TV     | 2014년   | -         | -         | -         | -         | -         | -         | -         | -         |
| 28   | 신기동전기 건담 W Endless Waltz -특별편-         | 영화   | 1998년   | -         | -         | -         | -         | -         | -         | -         | -         |
| 29   | 기동전사 건담 AGE                                | TV     | 2011년   | -         | -         | -         | -         | -         | -         | -         | -         |
| 30   | 기동전사 건담 MS IGLOO 1년전쟁 비록              | OVA    | 2004년   | -         | -         | -         | -         | -         | -         | -         | -         |
| 31   | 기동전사 건담 0083 -지온의 잔광-                 | 영화   | 1992년   | -         | -         | -         | -         | -         | -         | -         | -         |
| 32   | 기동전사 건담 MS IGLOO 묵시록 0079               | OVA    | 2006년   | -         | -         | -         | -         | -         | -         | -         | -         |
| 33   | SD 건담 포스                                     | TV     | 2004년   | -         | -         | -         | -         | -         | -         | -         | -         |
| 34   | 기동전사 SD 건담 (OVA)                           | OVA    | 1989년   | -         | -         | -         | -         | -         | -         | -         | -         |
| 35   | 건담 빌드 파이터즈 트라이                        | TV     | 2014년   | -         | -         | -         | -         | -         | -         | -         | -         |
| 36   | 기동전사 건담 SEED C.E.73 STARGAZER\| \| OVA     | 2006년 | -        | -         | -         | -         | -         | -         | -         | -         |           |
| 37   | 기동전사 Z 건담 III 별의 고동은 사랑             | 영화   | 2006년   | -         | -         | -         | -         | -         | -         | -         | -         |
| 38   | SD건담 삼국전 Brave Battle Warriors              | TV     | 2010년   | -         | -         | -         | -         | -         | -         | -         | -         |
| 39   | 기동전사 SD 건담 (영화)                          | 영화   | 1988년   | -         | -         | -         | -         | -         | -         | -         | -         |
| 40   | 기동전사 건담 MS IGLOO2 중력전선                 | OVA    | 2008년   | -         | -         | -         | -         | -         | -         | -         | -         |

### 모빌 슈트 (메카)
| 순위 | 기체명                                        | 작품명                                           |
| ---- | --------------------------------------------- | ------------------------------------------------ |
| 1    | 뉴 건담                                       | 기동전사 건담 역습의 샤아                        |
| 2    | Z 건담                                        | 기동전사 Z 건담                                  |
| 3    | 스트라이크 프리덤 건담                        | 기동전사 건담 SEED DESTINY                       |
| 4    | 윙 건담 제로 (EW판)                           | 신기동전기 건담 W Endless Waltz                  |
| 5    | 프리덤 건담                                   | 기동전사 건담 SEED                               |
| 6    | 백식                                          | 기동전사 Z 건담                                  |
| 7    | 큐베레이                                      | 기동전사 Z 건담                                  |
| 8    | 사자비                                        | 기동전사 건담 역습의 샤아                        |
| 9    | 건담 F91                                      | 기동전사 건담 F91                                |
| 10   | 건담                                          | 기동전사 건담                                    |
| 11   | 자쿠 II (샤아 아즈나블 전용기)                | 기동전사 건담                                    |
| 12   | 유니콘 건담 (디스트로이 모드)                 | 기동전사 건담 UC                                 |
| 13   | 건담 시작 3호기                               | 기동전사 건담 0083 스타더스트 메모리             |
| 14   | 구프 커스텀                                   | 기동전사 건담 제08MS소대                         |
| 15   | 켐퍼                                          | 기동전사 건담 0080 주머니 속의 전쟁              |
| 16   | 건담 Mk-II                                    | 기동전사 건담 Z 건담                             |
| 17   | 더블오 라이저                                 | 기동전사 건담 00                                 |
| 18   | 건담 발바토스 루프스 렉스                     | 기동전사 건담 철혈의 오펀스                      |
| 19   | 자쿠 II                                       | 기동전사 건담                                    |
| 20   | 구프                                          | 기동전사 건담                                    |
| 21   | 갓 건담                                       | 기동무투전 G 건담                                |
| 22   | 건담 엑시아                                   | 기동전사 건담 00                                 |
| 23   | 더블오 퀀터                                   | 기동전사 건담 00 -A wakening of the Trailblazer- |
| 24   | 턴에이 건담                                   | 턴에이 건담                                      |
| 25   | 크샤트리아                                    | 기동전사 건담 UC                                 |
| 26   | 시난주                                        | 기동전사 건담 UC                                 |
| 27   | 돔 (릭 돔)                                    | 기동전사 건담                                    |
| 28   | 데스티니 건담                                 | 기동전사 건담 SEED DESTINY                       |
| 29   | 건담 데스사이즈 헬 (EW판)                     | 신기동전기 건담 W Endless Waltz                  |
| 30   | 풀 아머 유니콘 건담 (디스트로이 모드)         | 기동전사 건담 UC                                 |
| 31   | 즈고크 (샤아 아즈나블 전용기)                 | 기동전사 건담                                    |
| 32   | 윙 건담 제로                                  | 신기동전기 건담 W                                |
| 33   | 건담 시작 2호기                               | 기동전사 건담 0083 스타더스트 메모리             |
| 34   | 건담 더블 X                                   | 기동신세기 건담 X                                |
| 35   | V2 어설트 버스터 건담                         | 기동전사 V 건담                                  |
| 36   | 주다                                          | 기동전사 건담 MS IGLOO 1년전쟁 비록              |
| 37   | 겔구그 (샤아 아즈나블 전용기)                 | 기동전사 건담                                    |
| 38   | 앗가이                                        | 기동전사 건담                                    |
| 39   | ZZ 건담                                       | 기동전사 건담 ZZ                                 |
| 40   | 건담 엑시아 리페어                            | 기동전사 건담 00                                 |
| 41   | 에일 스트라이크 건담                          | 기동전사 건담 SEED                               |
| 42   | 건담 Ez8                                      | 기동전사 건담 제08MS소대                         |
| 43   | 인피니트 저스티스 건담                        | 기동전사 건담 SEED DESTINY                       |
| 44   | 힐돌프                                        | 기동전사 건담 MS IGLOO 1년전쟁 비록              |
| 45   | 마스터 건담                                   | 기동무투전 G 건담                                |
| 46   | 건담 발바토스 루프스                          | 기동전사 건담 철혈의 오펀스                      |
| 47   | 디 오                                         | 기동전사 Z 건담                                  |
| 48   | 건담 데스사이즈                               | 신기동전기 건담 W                                |
| 49   | 유니콘 건담 2호기 밴시 노른 (디스트로이 모드) | 기동전사 건담 UC                                 |
| 50   | 하이곡그                                      | 기동전사 건담 0080 주머니 속의 전쟁              |
| 51   | 건담 듀나메스                                 | 기동전사 건담 00                                 |
| 52   | 육전형 건담                                   | 기동전사 건담 제08MS소대                         |
| 53   | 지옹                                          | 기동전사 건담                                    |
| 54   | 턴 X                                          | 턴에이 건담                                      |
| 55   | 릭 디아스                                     | 기동전사 Z 건담                                  |
| 56   | 건담 발바토스                                 | 기동전사 건담 철혈의 오펀스                      |
| 57   | V2 건담                                       | 기동전사 V 건담                                  |
| 58   | 건담 바알                                     | 기동전사 건담 철혈의 오펀스                      |
| 59   | 톨기스                                        | 신기동전기 건담 W                                |
| 60   | 걍                                            | 기동전사 건담                                    |
| 61   | 건담 X                                        | 기동신세기 건담 X                                |
| 62   | 건캐논                                        | 기동전사 건담                                    |
| 63   | 건담 데스사이즈 H                             | 신기동전가 건담 W                                |
| 64   | 건담 시작 1호기 풀 버니언                     | 기동전사 건담 0083 스타더스트 메모리             |
| 65   | 바이아란 커스텀                               | 기동전사 건담 UC                                 |
| 65   | 건담 에피온                                   | 신기동전기 건담 W                                |
| 67   | 사이코 자쿠                                   | 기동전사 건담 썬더볼트                           |
| 68   | 스트라이크 느와르 건담                        | 기동전사 건담 SEED C.E.73-STARGAZER-             |
| 69   | 퀸 만사                                       | 기동전사 건담 ZZ                                 |
| 70   | 브레이브 지휘관용 시험기                      | 기동전사 건담 00 -A wakening of the Trailblazer- |
| 71   | 리가지                                        | 기동전사 건담 역습의 샤아                        |
| 72   | 아카츠키                                      | 기동전사 건담 SEED DESTINY                       |
| 73   | 자쿠 II 改                                    | 기동전사 건담 0080 주머니 속의 전쟁              |
| 74   | 건담 플라우로스 (류세이고)                    | 기동전사 건담 철혈의 오펀스                      |
| 75   | 스타크 제간                                   | 기동전사 건담 UC                                 |
| 76   | 유니콘 건담 (유니콘 모드)                     | 기동전사 건담 UC                                 |
| 77   | 건담 NT-1                                     | 기동전사 건담 0080 주머니 속의 전쟁              |
| 78   | 노이에 질                                     | 기동전사 건담 0083 스타더스트 메모리             |
| 79   | 유니콘 건담 2호기 밴시 (디스트로이 모드)      | 기동전사 건담 UC                                 |
| 80   | 저스티스 건담                                 | 기동전사 건담 SEED                               |
| 81   | 건담 X 디바이더                               | 기동신세기 건담 X                                |
| 82   | 갸프랑                                        | 기동전사 Z 건담                                  |
| 83   | 건담 비다르 (키마리스 위장형)                 | 기동전사 건담 철혈의 오펀스                      |
| 84   | 샤이닝 건담                                   | 기동무투전 G 건담                                |
| 85   | 건담 하루트                                   | 기동전사 건담 00 -A wakening of the Trailblazer- |
| 86   | 유니온 플래그 커스텀 (그라함 전용기)          | 기동전사 건담 00                                 |
| 87   | 앗시마                                        | 기동전사 Z 건담                                  |
| 88   | 건담 사바냐                                   | 기동전사 건담 00 -A wakening of the Trailblazer- |
| 89   | 건담 큐리오스                                 | 기동전사 건담 00                                 |
| 90   | 짐 스나이퍼 II                                | 기동전사 건담 0080 주머니 속의 전쟁              |
| 91   | 프로비던스 건담                               | 기동전사 건담 SEED                               |
| 92   | 자쿠 I                                        | 기동전사 건담                                    |
| 93   | 풀 아머 건담                                  | 기동전사 건담 썬더볼트                           |
| 94   | 건담 헤비암즈 改 (EW판)                       | 신기동전기 건담 W Endless Waltz                  |
| 95   | 짐                                            | 기동전사 건담                                    |
| 96   | 건담 버체                                     | 기동전사 건담 00                                 |
| 97   | 건담 G-셀프                                   | 건담 G의 레콘기스타                              |
| 98   | 자쿠 II (샤아 아즈나블 전용기)                | 기동전사 건담 THE ORIGIN                         |
| 98   | 즈코크                                        | 기동전사 건담                                    |
| 100  | 톨기스 III                                    | 신기동전기 건담 W Endless Waltz                  |

### 캐릭터
별명 캐릭터로서의 엔트리나 복수의 작품에 걸치는 캐릭터의 표를 합산한 "종합 랭킹"과 합산을 하지 않은 "작품별 랭킹"의 2부문으로 나누어 발표되어, 양쪽 부문 랭킹에서 톱3에 선정된 샤아 아즈나블, 올가 이츠카, 아무로 레이의 3명은 고토부키 츠카사, 치바 미치노리에 의한 투표에의 감사를 담은 기념의 신작 일러스트로 그려졌다.
종합 랭킹
|      | 종합 랭킹                                         | 종합 랭킹                                                                                              | 작품별 랭킹                           | 작품별 랭킹                                      |
| 순위 | 캐릭터명                                          | 작품명                                                                                                 | 캐릭터명                              | 작품명                                           |
| ---- | ------------------------------------------------- | --- | ------------------------------------- | ------------------------------------------------ |
| 1    | 샤아 아즈나블 (크와트로 바지나/ 캐스발 렘 다이쿤) | 기동전사 건담 기동전사 Z건담 기동전사 건담 역습의 샤아 기동전사 건담 THE ORIGIN 기동전사 건담 UC       | 올가 이츠카                           | 기동전사 건담 철혈의 오펀스                      |
| 2    | 아무로 레이                                       | 기동전사 건담 역습의 샤아 기동전사 건담 기동전사 Z 건담 기동전사 건담 THE ORIGIN 기동전사 건담 UC      | 샤아 아즈나블                         | 기동전사 건담                                    |
| 3    | 올가 이츠카                                       | 기동전사 건담 철혈의 오펀스                                                                            | 아무로 레이                           | 기동전사 건담 역습의 샤아                        |
| 4    | 키라 야마토                                       | 기동전사 건담 SEED 기동전사 건담 SEED DESTINY                                                          | 카미유 비단                           | 기동전사 Z 건담                                  |
| 5    | 그라함 에이커 (미스터 부시도)                     | 기동전사 건담 00                                                                                       | 아무로 레이                           | 기동전사 건담                                    |
| 6    | 세츠나 F. 세이에이                                | 기동전사 건담 00                                                                                       | 크와트로 바지나                       | 기동전사 Z 건담                                  |
| 7    | 카미유 비단                                       | 기동전사 Z 건담 기동전사 건담 ZZ                                                                       | 키라 야마토                           | 기동전사 건담 SEED                               |
| 8    | 애너벨 가토                                       | 기동전사 건담 0083 스타더스트 메모리 기동전사 건담 0083 -지온의 잔광-                                  | 샤아 아즈나블                         | 기동전사 건담 역습의 샤아                        |
| 9    | 하만 칸                                           | 기동전사 Z 건담 기동전사 건담 ZZ 기동전사 건담 0083 스타더스트 메모리 기동전사 건담 0083 -지온의 잔광- | 세츠나 F. 세이에이                    | 기동전사 건담 00                                 |
| 10   | 아스란 자라                                       | 기동전사 건담 SEED 기동전사 건담 SEED DESTINY                                                          | 람바 랄                               | 기동전사 건담                                    |
| 11   | 람바 랄                                           | 기동전사 건담 기동전사 건담 THE ORIGIN                                                                 | 애너벨 가토                           | 기동전사 건담 0083 스타더스트 메모리             |
| 12   | 히이로 유이                                       | 신기동전기 건담 W 신기동전기 건담 W Endless Waltz                                                      | 마스터 아시아 (동방불패)              | 기동무투전 G 건담                                |
| 13   | 마스터 아시아 (동방불패)                          | 기동무투전 G 건담                                                                                      | 그라함 에이커                         | 기동전사 건담 00                                 |
| 14   | 미카즈키 아우구스                                 | 기동전사 건담 철혈의 오펀스                                                                            | 미카즈키 아우구스                     | 기동전사 건담 철혈의 오펀스                      |
| 15   | 록온 스트라토스 (닐 디란디)                       | 기동전사 건담 00                                                                                       | 록온 스트라토스 (닐 디란디)           | 기동전사 건담 00                                 |
| 16   | 마리다 크루즈                                     | 기동전사 건담 UC                                                                                       | 마리다 크루즈                         | 기동전사 건담 UC                                 |
| 17   | 버나드 와이즈먼 (버니)                            | 기동전사 건담 0080 주머니 속의 전쟁                                                                    | 버나드 와이즈먼 (버니)                | 기동전사 건담 0080 주머니 속의 전쟁              |
| 18   | 듀오 맥스웰                                       | 신기동전기 건담 W 신기동전기 건담 W Endless Waltz                                                      | 키라 야마토                           | 기동전사 건담 SEED DESTINY                       |
| 19   | 브라이트 노아                                     | 기동전사 건담 기동전사 건담 UC 기동전사 건담 역습의 샤아 기동전사 Z 건담 기동전사 건담 THE ORIGIN      | 히이로 유이                           | 신기동전기 건담 W                                |
| 20   | 라크스 클라인                                     | 아스란 자라                                                                                            | 기동전사 건담 SEED                    |                                                  |
| 21   | 세일러 마스 (아르테시아 솜 다이쿤)                | 기동전사 건담 기동전사 건담 THE ORIGIN 기동전사 Z 건담 기동전사 건담 ZZ                                | 하만 칸                               | 기동전사 Z 건담                                  |
| 22   | 노리스 팩커드                                     | 기동전사 건담 제08MS소대                                                                               | 듀오 맥스웰                           | 신기동전기 건담 W                                |
| 23   | 버나지 링크스                                     | 기동전사 건담 UC                                                                                       | 세일러 마스                           | 기동전사 건담                                    |
| 24   | 카이 시덴                                         | 기동전사 건담 기동전사 Z 건담 기동전사 건담 UC 기동전사 건담 THE ORIGIN                                | 노리스 팩커드                         | 기동전사 건담 제08MS소대                         |
| 25   | 도몬 캇슈                                         | 기동무투전 G 건담                                                                                      | 버나지 링크스                         | 기동전사 건담 UC                                 |
| 26   | 시로 아마다                                       | 기동전사 건담 제08MS소대                                                                               | 도몬 캇슈                             | 기동무투전 G 건담                                |
| 27   | 신 아스카                                         | 기동전사 건담 SEED DESTINY                                                                             | 카이 시덴                             | 기동전사 건담                                    |
| 28   | 가로드 란                                         | 기동신세기 건담 X                                                                                      | 시로 아마다                           | 기동전사 건담 제08MS소대                         |
| 29   | 엘피 플                                           | 기동전사 건담 ZZ                                                                                       | 신 아스카                             | 기동전사 건담 SEED DESTINY                       |
| 30   | 티파 아딜                                         | 기동신세기 건담 X                                                                                      | 가로드 란                             | 기동신세기 건담 X                                |
| 31   | 로랑 세아크                                       | 턴에이 건담 턴에이 건담 I 지구광 턴에이 건담 II 월광접                                                 | 엘피 플                               | 기동전사 건담 ZZ                                 |
| 32   | 시북 아노                                         | 기동전사 건담 F91                                                                                      | 티파 아딜                             | 기동신세기 건담 X                                |
| 33   | 이자크 쥴                                         | 기동전사 건담 SEED 기동전사 건담 SEED DESTINY                                                          | 라크스 클라인                         | 기동전사 건담 SEED                               |
| 34   | 에마 신                                           | 기동전사 Z 건담                                                                                        | 시북 아노                             | 기동전사 건담 F91                                |
| 35   | 오드리 번 (미네바 라오 자비)                      | 기동전사 건담 UC 기동전사 건담 기동전사 건담 THE ORIGIN                                                | 하만 칸                               | 기동전사 건담 ZZ                                 |
| 36   | 아이나 사할린                                     | 기동전사 건담 제08MS소대                                                                               | 로랑 세아크                           | 턴에이 건담                                      |
| 37   | 포우 무라사메                                     | 기동전사 Z 건담                                                                                        | 에마 신                               | 기동전사 Z 건담                                  |
| 38   | 카가리 유라 아스하                                | 기동전사 건담 SEED 기동전사 건담 SEED DESTINY                                                          | 아스란 자라                           | 기동전사 건담 SEED DESTINY                       |
| 39   | 스레거 로우                                       | 기동전사 건담                                                                                          | 세츠나 F. 세이에이                    | 기동전사 건담 00 -A wakening of the Trailblazer- |
| 40   | 무우 라 프라가 (네오 로아노크)                    | 기동전사 건담 SEED 기동전사 건담 SEED DESTINY                                                          | 아이나 사할린                         | 기동전사 건담 제08MS소대                         |
| 41   | 티에리아 아데                                     | 기동전사 건담 00 기동전사 건담 00 -A wakening of the Trailblazer-                                      | 포우 무라사메                         | 기동전사 Z 건담                                  |
| 42   | 카테지나 루스                                     | 기동전사 V 건담                                                                                        | 스레거 로우                           | 기동전사 건담                                    |
| 43   | 쥬도 아시타                                       | 기동전사 건담 ZZ                                                                                       | 그라함 에이커                         | 기동전사 건담 00 -A wakening of the Trailblazer- |
| 44   | 젝스 마키스 (밀리아르도 피스크래프트)             | 신기동전기 건담 W                                                                                      | 라크스 클라인                         | 기동전사 건담 SEED DESTINY                       |
| 45   | 스베로아 진네만                                   | 기동전사 건담 UC                                                                                       | 브라이트 노아                         | 기동전사 건담                                    |
| 46   | 트레즈 크슈리나다                                 | 신기동전기 건담 W                                                                                      | 무우 라 프라가                        | 기동전사 건담 SEED                               |
| 47   | 시마 가라하우                                     | 기동전사 건담 0083 스타더스트 메모리 기동전사 건담 0083 -지온의 잔광-                                  | 카테지나 루스                         | 기동전사 V 건담                                  |
| 48   | 리리나 도리안 (리리나 피스크래프트)               | 신기동전기 건담 W 신기동전기 건담 W Endless Waltz                                                      | 쥬도 아시타                           | 기동전사 건담 ZZ                                 |
| 49   | 루나마리아 호크                                   | 기동전사 건담 SEED DESTINY                                                                             | 이자크 쥴                             | 기동전사 건담 SEED                               |
| 50   | 야잔 게이블                                       | 기동전사 Z 건담 기동전사 건담 ZZ                                                                       | 티에리아 아데                         | 기동전사 건담 00                                 |
| 51   | 마틸다 아쟌                                       | 기동전사 건담                                                                                          | 카가리 유라 아스하                    | 기동전사 건담 SEED                               |
| 52   | 알렐루야 합티즘                                   | 기동전사 건담 00 기동전사 건담 00 -A wakening of the Trailblazer-                                      | 젝스 마키스 (밀리아르도 피스크래프트) | 신기동전기 건담 W                                |
| 53   | 웃소 에빈                                         | 기동전사 V 건담                                                                                        | 스베로아 진네만                       | 기동전사 건담 UC                                 |
| 54   | 다구자 맥클                                       | 기동전사 건담 UC                                                                                       | 트레즈 크슈리나다                     | 신기동전기 건담 W                                |
| 55   | 맥길리스 파리드                                   | 기동전사 건담 철혈의 오펀스                                                                            | 히이로 유이                           | 신기동전기 건담 W Endless Waltz                  |
| 56   | 루 루카                                           | 기동전사 건담 ZZ                                                                                       | 루나마리아 호크                       | 기동전사 건담 SEED DESTINY                       |
| 57   | 스텔라 루셰                                       | 기동전사 건담 SEED DESTINY                                                                             | 마틸다 아쟌                           | 기동전사 건담                                    |
| 58   | 플 투                                             | 기동전사 건담 ZZ                                                                                       | 시마가라 하우                         | 기동전사 건담 0083 스타더스트 메모리             |
| 59   | 패트릭 콜라사워                                   | 기동전사 건담 00 기동전사 건담 00 -A wakening of the Trailblazer-                                      | 웃소 에빈                             | 기동전사 V 건담                                  |
| 60   | 마류 라미아스                                     | 기동전사 건담 SEED 기동전사 건담 SEED DESTINY                                                          | 다구자 맥클                           | 기동전사 건담 UC                                 |
| 61   | 아세무 아스노                                     | 기동전사 건담 AGE 기동전사 건담 AGE MEMORY OF EDEN                                                     | 맥길리스 파리드                       | 기동전사 건담 철혈의 오펀스                      |
| 62   | 슈바르츠 브루더                                   | 기동무투전 G 건담                                                                                      | 애너벨 가토                           | 기동전사 건담 0083 -지온의 잔광-                 |
| 63   | 가엘리오 보드윈                                   | 기동전사 건담 철혈의 오펀스                                                                            | 야잔 게이블                           | 기동전사 Z 건담                                  |
| 64   | 김 깅가남                                         | 턴에이 건담 턴에이 건담 II 월광접                                                                      | 루 루카                               | 기동전사 건담 ZZ                                 |
| 65   | 라우 르 크루제                                    | 기동전사 건담 SEED                                                                                     | 스텔라 루셰                           | 기동전사 건담 SEED DESTINY                       |
| 66   | 코우 우라키                                       | 기동전사 건담 0083 스타더스트 메모리 기동전사 건담 0083 -지온의 잔광-                                  | 플 투                                 | 기동전사 건담 ZZ                                 |
| 67   | 록온 스트라토스 (라일 디란디)                     | 기동전사 건담 00 기동전사 건담 00 -A wakening of the Trailblazer-                                      | 리리나 도리안 (리리나 피스크래프트)   | 신기동전기 건담 W                                |
| 68   | 노르바 시노                                       | 기동전사 건담 철혈의 오펀스                                                                            | 슈바르츠 브루더                       | 기동무투전 G 건담                                |
| 69   | 펠트 그레이스                                     | 기동전사 건담 00 기동전사 건담 00 -A wakening of the Trailblazer-                                      | 가엘리오 보드윈                       | 기동전사 건담 철혈의 오펀스                      |
| 70   | 이오리 세이                                       | 건담 빌드 파이터즈 건담 빌드 파이터즈 GM의 역습                                                        | 라우 르 크루제                        | 기동전사 건담 SEED                               |
| 71   | 도즐 자비                                         | 기동전사 건담 기동전사 건담 THE ORIGIN                                                                 | 오드리 번                             | 기동전사 건담 UC                                 |
| 72   | 호시노 후미나                                     | 건담 빌드 파이터즈 트라이 건담 빌드 파이터즈 트라이 아일랜드 워즈                                      | 미네바 라오 자비                      | 기동전사 건담 UC                                 |
| 73   | 크라우레 하몬                                     | 기동전사 건담 기동전사 건담 THE ORIGIN                                                                 | 노르바 시노                           | 기동전사 건담 철혈의 오펀스                      |
| 74   | 가르마 자비                                       | 기동전사 건담 기동전사 건담 THE ORIGIN                                                                 | 알렐루야 합티즘                       | 기동전사 건담 00                                 |
| 75   | 팝티머스 시로코                                   | 기동전사 Z 건담                                                                                        | 이오리 세이                           | 건담 빌드 파이터즈                               |
| 76   | 다이나 소렐                                       | 턴에이 건담 턴에이 건담 II 월광접                                                                      | 브라이트 노아                         | 기동전사 건담 UC                                 |
| 77   | 트로아 바톤                                       | 신기동전기 건담 W 신기동전기 건담 W Endless Waltz                                                      | 브라이트 노아                         | 기동전사 건담 역습의 샤아                        |
| 78   | 레이지                                            | 건담 빌드 파이터즈 건담 빌드 파이터즈 GM의 역습                                                        | 아세무 아스노                         | 기동전사 건담 AGE                                |
| 79   | 리디 마세나스                                     | 기동전사 건담 UC                                                                                       | 팝티머스 시로코                       | 기동전사 Z 건담                                  |
| 80   | 라라아 슨                                         | 기동전사 건담 기동전사 건담 THE ORIGIN 기동전사 건담 UC                                                | 코우 우라키                           | 기동전사 건담 0083 스타더스트 메모리             |
| 81   | 디아카 엘스먼                                     | 기동전사 건담 SEED 기동전사 건담 SEED DESTINY                                                          | 김 깅가남                             | 턴에이 건담                                      |
| 82   | 크리스티나 멕켄지                                 | 기동전사 건담 0080 주머니 속의 전쟁                                                                    | 패트릭 콜라사워                       | 기동전사 건담 00                                 |
| 83   | 사우스 버닝                                       | 기동전사 건담 0083 스타더스트 메모리 기동전사 건담 0083 -지온의 잔광-                                  | 호시노 후미나                         | 건담 빌드 파이터즈 트라이                        |
| 84   | 하로                                              | 기동전사 건담 기동전사 건담 THE ORIGIN                                                                 | 다이나 소렐                           | 턴에이 건담                                      |
| 85   | 아리 알 서셰스                                    | 기동전사 건담 00                                                                                       | 리디 마세나스                         | 기동전사 건담 UC                                 |
| 86   | 기렌 자비                                         | 기동전사 건담 기동전사 건담 THE ORIGIN 기동전사 건담 UC                                                | 크리스티나 멕켄지                     | 기동전사 건담 0080 주머니 속의 전쟁              |
| 87   | 하이네 베스텐플루스                               | 기동전사 건담 SEED DESTINY                                                                             | 듀오 맥스웰                           | 신기동전기 건담 W Endless Waltz                  |
| 88   | 앤드류 발트펠트                                   | 기동전사 건담 SEED 기동전사 건담 SEED DESTINY                                                          | 샤아 아즈나블                         | 기동전사 건담 THE ORIGIN                         |
| 89   | 아트라 믹스타                                     | 기동전사 건담 철혈의 오펀스                                                                            | 레이지(88위와 동률)                   | 건담 빌드 파이터즈                               |
| 90   | 카트르 라버바 위너                                | 신기동전기 건담 W                                                                                      | 아리 알 서셰스                        | 기동전사 건담 00                                 |
| 91   | 알렐루야 합티즘                                   | 기동전사 건담 00 기동전사 건담 00 -A wakening of the Trailblazer-                                      | 하로                                  | 기동전사 건담                                    |
| 92   | 소시에 하임                                       | 턴에이 건담 턴에이 건담 I 지구광 턴에이 건담 II 월광접                                                 | 라라아 슨                             | 기동전사 건담                                    |
| 93   | 아키히로 앨트랜드                                 | 기동전사 건담 철혈의 오펀스                                                                            | 마류 라미아스                         | 기동전사 건담 SEED                               |
| 94   | 풀 프론탈                                         | 기동전사 건담 UC                                                                                       | 도즐 자비                             | 기동전사 건담                                    |
| 95   | 하리 오드                                         | 턴에이 건담 턴에이 건담 I 지구광 턴에이 건담 II 월광접                                                 | 아무로 레이                           | 기동전사 Z 건담                                  |
| 96   | 이오 플레밍                                       | 기동전사 건담 썬더볼트                                                                                 | 하이네 베스텐플루스                   | 기동전사 건담 SEED DESTINY                       |
| 97   | 제리드 메사                                       | 기동전사 Z 건담                                                                                        | 미스터 부시도                         | 기동전사 건담 00                                 |
| 98   | 미하루 라토키에                                   | 기동전사 건담                                                                                          | 아트라 믹스타                         | 기동전사 건담 철혈의 오펀스                      |
| 99   | 세실리 페어차일드 (베라 로나)                     | 기동전사 건담 F91                                                                                      | 카트르 라버바 위너                    | 신기동전기 건담 W                                |
| 100  | 야마기 길머튼                                     | 기동전사 건담 철혈의 오펀스                                                                            | 람바 랄                               | 기동전사 건담 THE ORIGIN                         |

### 건담송
| 순위 | 곡명                                              | 가수명                                 | 작품명                                           |
| ---- | ------------------------------------------------- | -------------------------------------- | ------------------------------------------------ |
| 1    | 물의 별에 사랑을 담아                             | 모리구치 히로코                        | 기동전사 Z 건담                                  |
| 2    | 애전사                                            | 이노우에 다이스케                      | 기동전사 건담 II 애전사편                        |
| 3    | ETERNAL WIND ~미소는 빛나는 바람 속~              | 모리구치 히로코                        | 기동전사 건담 F91                                |
| 4    | BEYOND THE TIME (뫼비우스의 우주를 넘어)          | TM NETWORK                             | 기동전사 건담 역습의 샤아                        |
| 5    | 폭풍 속에서 빛나줘                                | 요네쿠라 치히로                        | 기동전사 건담 제08MS소대                         |
| 6    | 프리지어                                          | Uru                                    | 기동전사 건담 철혈의 오펀스                      |
| 7    | JUST COMMUNICATION                                | TWO-MIX                                | 신기동전기 건담 W                                |
| 8    | 해후                                              | 이노우에 다이스케                      | 기동전사 건담 III 해후의 우주편                  |
| 9    | Z·시대를 넘어                                     | 아유카와 마미                          | 기동전사 Z 건담                                  |
| 10   | RE:I AM                                           | Aimer                                  | 기동전사 건담 UC                                 |
| 11   | 날아라! 건담                                      | 아케다 코우/필링 프리/ 뮤직 크리에이션 | 기동전사 건담                                    |
| 12   | 그렇게나 함께였는데                               | See-Saw                                | 기동전사 건담 SEED                               |
| 13   | INVOKE -인보크-                                   | T.M.Revolution                         | 기동전사 건담 SEED                               |
| 14   | Raise your flag                                   | MAN WITH A MISSION                     | 기동전사 건담 철혈의 오펀스                      |
| 15   | 덧없고도 영원한 슬픔                              | UVERworld                              | 기동전사 건담 00                                 |
| 16   | 여명의 수레바퀴                                   | FictionJunction YUUKA                  | 기동전사 건담 SEED                               |
| 17   | RAGE OF DUST                                      | SPYAIR                                 | 기동전사 건담 철혈의 오펀스                      |
| 18   | Meteor -미티어-                                   | T.M.Revolution                         | 기동전사 건담 SEED                               |
| 19   | 달의 고치                                         | 오쿠이 아키                            | 턴에이 건담                                      |
| 20   | 사일런트 보이스                                   | 히로에 준                              | 기동전사 건담 ZZ                                 |
| 21   | 오펀스의 눈물                                     | MISIA                                  | 기동전사 건담 철혈의 오펀스                      |
| 22   | RHYTHM EMOTION                                    | TWO-MIX                                | 신기동전기 건담 W                                |
| 23   | DAYBREAK'S BELL                                   | L'Arc~en~Ciel                          | 기동전사 건담 00                                 |
| 24   | StarRingChild                                     | Aimer                                  | 기동전사 건담 UC                                 |
| 25   | DREAMS                                            | ROMANTIC MODE                          | 기동신세기 건담 X                                |
| 26   | STAND UP TO THE VICTORY ~투 더 빅토리~            | 카와조에 토모히사                      | 기동전사 V 건담                                  |
| 27   | G의 섬광                                          | 하세가와 다이스케                      | 건담 G의 레콘기스타                              |
| 28   | ignited -이그나이티드-                            | T.M.Revolution                         | 기동전사 건담 SEED DESTINY                       |
| 29   | Resolution                                        | ROMANTIC MODE                          | 기동신세기 건담 X                                |
| 30   | LAST IMPRESSION                                   | TWO-MIX                                | 신기동전기 건담 W Endless Waltz -특별편-         |
| 31   | 퀼리아                                            | UVERworld                              | 기동전사 건담 00 -A wakening of the Trailblazer- |
| 32   | WHITE REFLECTION                                  | TWO-MIX                                | 신기동전기 건담 W Endless Waltz                  |
| 33   | MEN OF DESTINY                                    | MIQ(MIO)                               | 기동전사 건담 0083 스타더스트 메모리             |
| 34   | FLYING IN THE SKY                                 | 우시마 요시후미                        | 기동무투전 G 건담                                |
| 35   | Believe                                           | 타마키 나미                            | 기동전사 건담 SEED                               |
| 36   | trust you                                         | 이토 유나                              | 기동전사 건담 00                                 |
| 37   | Trust You Forever                                 | 우시마 요시후미                        | 기동무투전 G 건담                                |
| 38   | 애니메이션이 아냐 -꿈을 잃어버린 낡은 지구인이여- | 아라이 마사히토                        | 기동전사 건담 ZZ                                 |
| 39   | 몇 가지 사랑을 더해서                             | 이와사키 모토요시                      | 기동전사 V 건담                                  |
| 40   | 2분의 1                                           | BACK-ON                                | 건담 빌드 파이터즈                               |

### 중간 결과
4월 2일의 특별 방송 〈역사비화 건담 히스토리아〉에서 캐릭터, 모빌 슈트의 상위 10건, 건담송의 "시크릿" 취급으로 여겨진 상위 3곡을 제외한 10위부터 4위를 발표하였다.

## 관련 프로그램
역사 비화 건담 히스토리아
건담 시리즈의 역사를 역사비화 히스토리아 풍으로 소개하고, "전건담 대투표" 기획의 작품을 제외한 3개의 카테고리의 중간 결과도 발표했다.
- 출연자
  - 사회: 와타나베 아유미 (NHK 아나운서, 역사비화 히스토리아 초대 안내역)
  - 출연: 토미노 요시유키, 히카와 류스케, 후쿠이 하루토시

- 방송 시간
  - 본방송: BS 프리미엄, 2018년 4월 2일 00:00~01:00
  - 재방송: NHK 종합 텔레비전, 4월 12일 23:55~01:00 (NET BUZZ 프레임 내), 4월 16일 00:40~01:40

세컨드의 미학 ~사야 아즈나블~
주역을 능가하는 인기를 자랑하는 2번째의 매력을 팬이나 관계자들을 대상으로 철저하게 취재하는 프로그램으로 샤아 아즈나블의 매력을 다룬다.
- 출연자
  - 출연: 이케다 슈이치, 후루야 토오루, 한 게이코, 한 메구미, 야스히코 요시카즈
  - 나레이션: 후쿠엔 미사토

- 방송 시간: BS 프리미엄 2018년 4월 28일 23:45~00:45 (재방송: 7월 15일 01:15~02:15)

애니송 아카데미
리퀘스트 랭킹 기획 〈애니송 랭킹부〉의 번외편으로서 프로그램 독자적인 건담 악곡 랭킹 〈뒷 건담송 랭킹〉을 실시해 4월 7일부터 4월 20일까지 리퀘스트 악곡과 좋아하는 캐릭터를 프로그램 사이트에서 모집해, 5월 12일 방송에서는 대투표 특별 프로그램에서 건담송 상위 10곡의 풀 사이즈 음원과 뒷 건담송 랭킹의 최종 결과를 발표하였다. 뒷 건담송 랭킹 1위에는 호리 코이치로의 〈샤아가 온다〉가 선택되었다.裏ガンダムソングランキング1位には堀光一路「シャアが来る」が選ばれた。

## CD 앨범
본 프로그램의 〈건담송 랭킹〉 상위 10곡을 모리구치 히로코가 커버한 앨범 《건담송 커버스》(GUNDAM SONG COVERS)가 2019년 8월 7일에 킹레코드에서 발매되었다. 발매 후 오리콘 주간 앨범 랭킹에서 3위를 차지하였고, 누계 판매 매수는 10만장을 넘어 제61회 일본 레코드 대상 기획상을 수상하였다.

## 같이 보기
- 발표! 전마크로스 대투표
- 일본 애니메이션 100 – 2017년부터 2018년까지 일본 국산 애니메이션 공개 100주년을 기념하여 NHK에서 방송된 시리즈 기획이다. 여기서 시청자 투표 기획이 진행되었다.
- 전○○ 대투표